# Pericycos teragramus
Pericycos teragramus är en skalbaggsart som beskrevs av Gilmour 1950. Pericycos teragramus ingår i släktet Pericycos och familjen långhorningar. Inga underarter finns listade i Catalogue of Life.